# Lohbergerbachtal - Bauernkuppe
Das Naturschutzgebiet Lohbergerbachtal – Bauernkuppe liegt im Regionalverband Saarbrücken im Saarland.

## Beschreibung
Das etwa 16 ha große Gebiet, das im Jahr 1989 unter Naturschutz gestellt wurde, befindet sich in der Gemarkung von Niedersalbach in der Gemeinde Heusweiler. Es liegt östlich von Schwarzenholz und westlich von Niedersalbach. Es wird im Südosten durch die Bundesautobahn 8 begrenzt, im Nordwesten durch die Landesstraße L 140. Der Lohbergerbach entspringt im Südwesten des Gebiets und durchfließt es in östlicher Richtung.

## Schutzzweck
Schutzzweck des Naturschutzgebiets Lohbergerbachtal – Bauernkuppe ist die Erhaltung des naturnahen Eichen-Hainbuchenwalds, der von feuchten Gräben mit Winkelsegen-Erlenwald und gut ausgebildeten Quellfluren durchzogen ist. Dadurch soll einer der letzten naturnahen Lebensräume in einer intensiv landwirtschaftlich genutzten Landschaft geschützt werden.